# Elfego di Canterbury
Elfego di Canterbury, o anche Elfege, in lingua inglese Ælfheah of Canterbury (Weston, 954 – Greenwich, 19 aprile 1012), fu un arcivescovo cattolico anglosassone vissuto fra il X e l'XI secolo e venerato come santo dalla Chiesa cattolica e dalla Comunione anglicana.
Divenne anacoreta prima di essere eletto abate di Bath. La sua pietà e santità conclamate lo portarono all'episcopato ed infine all'arciepiscopato.
Elfego promosse il culto di Dunstano ed incoraggio l'apprendimento. Fu catturato dai predoni vichinghi nel 1011 e venne da costoro ucciso dopo che aveva impedito loro di chiedere per lui un riscatto. Egli venne canonizzato nel 1078. Thomas Becket, arcivescovo di Canterbury, lo pregava poco prima di venir assassinato nella Cattedrale di Canterbury.

## Biografia

### Religioso
Si presume che Elfego sia nato a Weston, nei sobborghi di Bath. Fattosi monaco molto giovane, entrò nel monastero di Deerhurst e venne poi trasferito a Bath, ove divenne anacoreta. Venne presto notato per la sua devozione ed austerità e fu nominato abate dell'Abbazia di Bath.

### Vescovo di Winchester
Probabilmente grazie all'influenza di Dunstano, arcivescovo di Canterbury (959–988), Elfego venne eletto vescovo di Winchester nel 984, e fu consacrato il 19 ottobre di quello stesso anno. Divenuto vescovo, egli fu in gran parte responsabile della costruzione del grande organo a canne nella cattedrale di Winchester, udibile da una lontananza di oltre un miglio (circa 1600 m) e che si diceva richiedesse per il suo impiego ben 24 persone. Egli fece erigere o allargare le chiese della città e promosse il culto di san Svitino e quello del suo predecessore come vescovo, Æthelwold di Winchester.
A seguito di un raid di vichinghi, nel 994, venne stipulato un trattato di pace con uno dei razziatori, Olaf Tryggvason. Oltre a ricevere il danegeld, Olaf si convertì al cristianesimo e s'impegnò a non compiere più razzie o combattere gl'inglesi. Elfego potrebbe aver giocato un suo ruolo nei negoziati, ma è certo che abbia confermato Olaf nella sua nuova fede.

### Arcivescovo di Canterbury
Nel 1006 Elfego successe a Alfrico come arcivescovo di Canterbury, portando con sé il capo di Svitino come reliquia per la sua nuova sede. Egli si recò a Roma nel 1007 per ricevere il suo pallium, simbolo del suo nuovo status di arcivescovo, da papa Giovanni XVIII, ma venne rapinato durante il viaggio. A Canterbury egli promosse il culto di Dunstan, disponendo per la stesura di una nuova Vita di Dunstano, che Adelardo compose tra il 1006 e il 1011.
Egli introdusse anche nuove pratiche liturgiche e contribuì al riconoscimento da parte del Witenagemot di Wulfsige of Sherborne come santo verso il 1012.
Elfego inviò Ælfric di Eynsham all'Abbazia di Cerne per prenderne in carico la scuola monastica. Partecipò al concilio del maggio 1008 nel quale Wulfstan II, arcivescovo di York, predicò il suo famoso Sermo Lupi ad Anglos (Il sermone del lupo agl'inglesi), con il quale rimproverava agl'inglesi la loro immoralità, lamentando quest'ultima come una delle tribolazioni che affliggevano il paese.
Nel 1011 i vichinghi danesi compirono un'altra incursione in Inghilterra e fra l'8 ed il 29 settembre posero Canterbury sotto assedio, Con l'aiuto di un traditore, certo Elfmaro, cui Elfego in precedenza aveva salvato la vita, i razziatori riuscirono a saccheggiare la città.

### Cattura e morte in cattività
Elfego fu preso prigioniero e tenuto come tale per sette mesi. Godwine I (vescovo di Rochester), Leofrun (badessa di St Mildrith) e l'alto magistrato del re, Ælfweard, furono anch'essi catturati ma l'abate dell'Abbazia di Sant'Agostino, Elfmaro, riuscì ad organizzarne la fuga.(EN)  La cattedrale di Canterbury venne saccheggiata e data alle fiamme dai danesi, dopo la cattura di Elfego.
Elfego si rifiutò di permettere che fosse pagato un riscatto per la sua libertà e quindi venne ucciso dai suoi rapitori il 19 aprile 1012 a Greenwich, allora nel Kent, oggi parte di Londra, si ritiene dal lato della chiesa di Sant'Elfego. La testimonianza della morte di Elfego compare nella versione E dell' Anglo-Saxon Chronicle:
(Swanton, Anglo-Saxon Chronicle, p. 142)
Elfego fu il primo arcivescovo di Canterbury a morire di morte violenta. Un racconto del periodo dice che Thorkell il Lungo tentò di salvare Elfego poco prima della sua uccisione offrendo ai carnefici tutto ciò che aveva tranne la sua imbarcazione in cambio della vita di Elfego ma della presenza di Thorkell non si parla nell'  Anglo-Saxon Chronicle. Alcune fonti affermano che il colpo d'ascia mortale ad Elfego gli fu inferto come colpo di grazia da un vichingo convertito al cristianesimo, di nome "Thrum".
Il corpo di Elfego venne inumato nella Cattedrale di San Paolo a Londra con una gran cerimonia. Nel 1023 il re Canuto il Grande fece traslare i suoi resti a Canterbury in gran pompa. Thorkell the Tall rimase sgomento per la brutalità dei suoi compagni di razzia e dopo la morte di Elfego passò dalla parte del re anglosassone Etelredo II

## Culto
Papa Gregorio VII canonizzò Elfego nel 1078 assegnando la sua memoria liturgica il 19 aprile.
Lanfranco di Canterbury, il primo arcivescovo dopo la conquista normanna dell'Inghilterra, era dubbioso sulla santità di alcuni dei santi venerati a Canterbury, ma era persuaso di quella di Elfego, ed Elfego e Agostino di Canterbury furono i soli arcivescovi anglo-sassoni pre-conquista rimasti nel calendario dei santi.
La teca con I resti di Elfego venne presto ignorata ma fu riportata alla luce e il suo nome tornò ad essere venerato grazie ad Anselmo di Canterbury, che contribuì al mantenimento del suo nome nel calendario della Chiesa. Dopo l'incendio della cattedrale di Canterbury, verificatosi nel 1174, i resti di Elfego insieme a quelli di Dunstano, furono deposti accanto all'altar maggiore e si dice che Thomas Becket abbia raccomandato la sua vita ad Elfego poco prima del suo martirio. Una nuova teca venne sigillata con il piombo e posta a nord dell'altar maggiore condividendo l'onore insieme a quella di Dunstano, che venne posta a sude del medesimo. Una Vita di Sant'Elfego in prosa e versi fu scritta da un monaco di Canterbury chiamato Osbern, su richiesta di Lanfranco. La versione in prosa ci è pervenuta ma si tratta soprattutto di un'agiografia: molti dei racconti ivi contenuti hanno degli evidenti paralleli biblici, il che la rendono sospetta come fonte storica.
Nel tardo medioevo veniva celebrato in Scandinavia un giorno della festa di Sant'Elfego, forse a causa della sua connessione con re Canuto. Nel 1929, a Bath, venne eretta una chiesa dedicata a Elfego e progettata dall'architetto Giles Gilbert Scott in omaggio all'antica chiesa romana di Santa Maria in Cosmedin. La chiesa di Greenwich, dove Elfego stato martirizzato, è anche dedicata a lui.

## Genealogia episcopale
La genealogia episcopale è:
- Arcivescovo Oda di Canterbury
- Arcivescovo Dunstano di Canterbury, O.S.B.
- Arcivescovo Elfego di Canterbury, O.S.B.